# 2001–2002-es EHF-bajnokok ligája (egyenes kieséses szakasz)
Ez a cikk ismerteti a 2001–2002-es EHF-bajnokok ligája egyenes kieséses szakaszának eredményeit.

## Negyeddöntők
| 1. csapat            | Össz. | 2. csapat         | 1. mérk. | 2. mérk. |
| -------------------- | ----- | ----------------- | -------- | -------- |
| Redbergslids IK      | 58—60 | KIF Kolding       | 31–30    | 27–30    |
| Portland San Antonio | 50—48 | RK Metković Jambo | 28–21    | 22–27    |
| SC Magdeburg         | 57—56 | RK Celje          | 29–31    | 28–25    |
| CB Ademar León       | 40—57 | Fotex Veszprém KC | 22–27    | 18–30    |

| 2002. február. 23. 15:00 | Redbergslids IK      | 31–30       | KIF Kolding  | Göteborg Nézőszám: 7200 Játékvezetők: Goulao, Macau (POR) |
| 2002. február. 23. 15:00 | Boquist, Fjändesjö 9 | (15–14)     | Westerholm 7 | Göteborg Nézőszám: 7200 Játékvezetők: Goulao, Macau (POR) |
| 2002. február. 23. 15:00 | 4× 2×                | Jegyzőkönyv | 4× 2×        | Göteborg Nézőszám: 7200 Játékvezetők: Goulao, Macau (POR) |

| 2002. március. 03. 16:15 | KIF Kolding | 30–27       | Redbergslids IK | Kolding-Hallen, Kolding Nézőszám: 3000 Játékvezetők: Repensek, Pozeznik (SLO) |
| 2002. március. 03. 16:15 | Šuman 8     | (12–13)     | három játékos 5 | Kolding-Hallen, Kolding Nézőszám: 3000 Játékvezetők: Repensek, Pozeznik (SLO) |
| 2002. március. 03. 16:15 | 4× 3× 1×    | Jegyzőkönyv | 5× 2×           | Kolding-Hallen, Kolding Nézőszám: 3000 Játékvezetők: Repensek, Pozeznik (SLO) |

| 2002. február. 23. 16:00 | Portland San Antonio | 28–21       | RK Metković Jambo       | Pamplona Nézőszám: 3000 Játékvezetők: Falcone, Rätz (SUI) |
| 2002. február. 23. 16:00 | Jakimovics 9         | (14–11)     | Dominiković, Metličić 4 | Pamplona Nézőszám: 3000 Játékvezetők: Falcone, Rätz (SUI) |
| 2002. február. 23. 16:00 | 4× 3×                | Jegyzőkönyv | 5× 3×                   | Pamplona Nézőszám: 3000 Játékvezetők: Falcone, Rätz (SUI) |

| 2002. március. 02. 18:00 | RK Metković Jambo | 27–22       | Portland San Antonio | Metković Nézőszám: 3500 Játékvezetők: Forbord, Jorstad (NOR) |
| 2002. március. 02. 18:00 | Metličić 6        | (12–12)     | Urdiales 9           | Metković Nézőszám: 3500 Játékvezetők: Forbord, Jorstad (NOR) |
| 2002. március. 02. 18:00 | 3× 2×             | Jegyzőkönyv | 5× 2×                | Metković Nézőszám: 3500 Játékvezetők: Forbord, Jorstad (NOR) |

| 2002. február. 23. 15:30 | SC Magdeburg | 29–31       | RK Celje  | Magdeburg Nézőszám: 8000 Játékvezetők: Kohout, Dolejs (CZE) |
| 2002. február. 23. 15:30 | Kervadec 9   | (13–14)     | Pajovič 7 | Magdeburg Nézőszám: 8000 Játékvezetők: Kohout, Dolejs (CZE) |
| 2002. február. 23. 15:30 | 2× 3×        | Jegyzőkönyv | 4× 3×     | Magdeburg Nézőszám: 8000 Játékvezetők: Kohout, Dolejs (CZE) |

| 2002. március. 02. 18:15 | RK Celje            | 25–28       | SC Magdeburg | Celje Nézőszám: 2600 Játékvezetők: Leon, Trillo (ESP) |
| 2002. március. 02. 18:15 | Koksarov, Pajovič 6 | (11–14)     | Peruničić 7  | Celje Nézőszám: 2600 Játékvezetők: Leon, Trillo (ESP) |
| 2002. március. 02. 18:15 | 4× 4× 1×            | Jegyzőkönyv | 6× 3×        | Celje Nézőszám: 2600 Játékvezetők: Leon, Trillo (ESP) |

| 2002. február. 24. 12:00 | CB Ademar León | 22–27       | Fotex Veszprém KC | León Nézőszám: 4500 Játékvezetők: Arnaldsson, Vidarsson (ISL) |
| 2002. február. 24. 12:00 | García 5       | (12–12)     | Saračević 10      | León Nézőszám: 4500 Játékvezetők: Arnaldsson, Vidarsson (ISL) |
| 2002. február. 24. 12:00 | 2×             | Jegyzőkönyv | 5× 3×             | León Nézőszám: 4500 Játékvezetők: Arnaldsson, Vidarsson (ISL) |

| 2002. március. 03. 16:00 | Fotex Veszprém KC | 30–18       | CB Ademar León | Veszprém Nézőszám: 2600 Játékvezetők: Laursen, Nielsen (DEN) |
| 2002. március. 03. 16:00 | Saračević 12      | (11–7)      | Entrerríos 5   | Veszprém Nézőszám: 2600 Játékvezetők: Laursen, Nielsen (DEN) |
| 2002. március. 03. 16:00 | 6× 2× 1×          | Jegyzőkönyv | 2× 2×          | Veszprém Nézőszám: 2600 Játékvezetők: Laursen, Nielsen (DEN) |

## Elődöntők
| 1. csapat         | Össz. | 2. csapat            | 1. mérk. | 2. mérk. |
| ----------------- | ----- | -------------------- | -------- | -------- |
| Fotex Veszprém KC | 48–46 | Portland San Antonio | 27–19    | 21–27    |
| SC Magdeburg      | 57–44 | KIF Kolding          | 29–19    | 28–25    |

| 2002. március. 24. 15:45 | Fotex Veszprém KC | 27–19       | Portland San Antonio | Veszprém Nézőszám: 2200 Játékvezetők: Oie, Hogsnes (NOR) |
| 2002. március. 24. 15:45 | Jović 6           | (14–10)     | Garralda 6           | Veszprém Nézőszám: 2200 Játékvezetők: Oie, Hogsnes (NOR) |
| 2002. március. 24. 15:45 | 1× 2×             | Jegyzőkönyv | 3× 2×                | Veszprém Nézőszám: 2200 Játékvezetők: Oie, Hogsnes (NOR) |

| 2002. március. 31. 18:00 | Portland San Antonio | 27–21       | Fotex Veszprém KC | Pamplona Nézőszám: 3000 Játékvezetők: Nachevski, Nachevski (MKD) |
| 2002. március. 31. 18:00 | Richardson 7         | (11–8)      | Džomba 6          | Pamplona Nézőszám: 3000 Játékvezetők: Nachevski, Nachevski (MKD) |
| 2002. március. 31. 18:00 | 2× 2×                | Jegyzőkönyv | 3× 4×             | Pamplona Nézőszám: 3000 Játékvezetők: Nachevski, Nachevski (MKD) |

| 2002. március. 23. 15:15 | SC Magdeburg  | 29–19       | KIF Kolding  | Magdeburg Nézőszám: 6000 Játékvezetők: Shal, Konoplyastyy |
| 2002. március. 23. 15:15 | Stefánsson 10 | (13–8)      | Westerholm 6 | Magdeburg Nézőszám: 6000 Játékvezetők: Shal, Konoplyastyy |
| 2002. március. 23. 15:15 | 2× 3×         | Jegyzőkönyv | 2× 3×        | Magdeburg Nézőszám: 6000 Játékvezetők: Shal, Konoplyastyy |

| 2002. március. 31. 16:15 | KIF Kolding | 25–28       | SC Magdeburg | Kolding-Hallen, Kolding Nézőszám: 5000 Játékvezetők: Josic, Rudic (CRO) |
| 2002. március. 31. 16:15 | Šuman 7     | (12–11)     | Peruničić 7  | Kolding-Hallen, Kolding Nézőszám: 5000 Játékvezetők: Josic, Rudic (CRO) |
| 2002. március. 31. 16:15 | 2× 2×       | Jegyzőkönyv | 8× 3×        | Kolding-Hallen, Kolding Nézőszám: 5000 Játékvezetők: Josic, Rudic (CRO) |

## Döntő
| 1. csapat         | Össz. | 2. csapat    | 1. mérk. | 2. mérk. |
| ----------------- | ----- | ------------ | -------- | -------- |
| Fotex Veszprém KC | 48–51 | SC Magdeburg | 23–21    | 25–30    |

| 2002. április. 21. 14:15 | Fotex Veszprém KC | 23–21       | SC Magdeburg | Veszprém Nézőszám: 2500 Játékvezetők: Hansson, Olsson (SWE) |
| 2002. április. 21. 14:15 | Saračević 7       | (9–8)       | Stefánsson 9 | Veszprém Nézőszám: 2500 Játékvezetők: Hansson, Olsson (SWE) |
| 2002. április. 21. 14:15 | 3× 3×             | Jegyzőkönyv | 4× 3×        | Veszprém Nézőszám: 2500 Játékvezetők: Hansson, Olsson (SWE) |

| 2002. április. 27. 14:30 | SC Magdeburg | 30–25       | Fotex Veszprém KC | Magdeburg Nézőszám: 8000 Játékvezetők: Garcia, Moreno (FRA) |
| 2002. április. 27. 14:30 | Stefánsson 7 | (15–10)     | Pásztor 7         | Magdeburg Nézőszám: 8000 Játékvezetők: Garcia, Moreno (FRA) |
| 2002. április. 27. 14:30 | 6× 3×        | Jegyzőkönyv | 7× 3×             | Magdeburg Nézőszám: 8000 Játékvezetők: Garcia, Moreno (FRA) |